# Peter Laird
Peter Laird (født 27. januar 1954) er en amerikansk serietegner. Han og Kevin Eastman skabet Teenage Mutant Ninja Turtles i 1984.